# Дионисиос Касдаглис
Дионисиос Касдаглис (енгл. Dionysios Kasdaglis, грч. Διονύσιος Κάσδαγλης, Солфорд, Енглеска, 10. октобар 1872 — 1931) је био грчко-египатски тенисер који је учествовао на тениском турнису првих Олимпијским играма 1896. у Атини.
Касдаглис је био једини египатски учесник на Играма, који је дошао у Грчку.. Играо је у оба финала на тениском турниру појединачно и у мушким паровима.
У појединачној конкуренцији победио је Деферта из Француске у првом колу, Константиноса Акратопоулоса из Грчке у другом и у полуфиналу Момчила Тапавицу из Мађарске. У финалу изгубио је од Џона Пајуса Боланда из Уједињеног Краљевства. Освојена медаља од стране Међународног олимпијског комитета МОКа, приписана је Грчкој.
На турниру мушких парова Касдаглис је играо у пару са Грком Деметриосом Петрококиносом. Они су у првом колу победили грчки пар Паспатис и Ралис, а касније енглеско-аустралијски пар Робертсон- Флек у полуфиналу. У финалу Касдаглис је опет изгубио од Боланда који је играо у пару са немачким тенисером Фридрихом Трауном.